# Francisco Antonio Giffoni
Francisco Antonio Giffoni ( – 9 de agosto de 1934) foi um farmacêutico brasileiro.
Graduado em farmácia pela Faculdade de Medicina do Rio de Janeiro em 1886, foi eleito membro da Academia Nacional de Medicina em 1899, ocupando a cadeira 100, que tem Ezequiel Corrêa dos Santos como patrono.